# ماركو شتارك
ماركو شتارك (بالألمانية: Marco Stark)‏ (5 يناير 1993 في النمسا - ) هو لاعب كرة قدم نمساوي في مركز الدفاع. شارك مع منتخب النمسا تحت 18 سنة لكرة القدم. أما مع النوادي، فقد لعب مع أوستريا فيينا وFC Lustenau 07 ‏.

## وصلات خارجية
- ماركو ستارك على موقع قاعدة بيانات كرة القدم.إي يو (الإنجليزية)
- ماركو ستارك على موقع Soccerway.com (الإنجليزية)
- ماركو ستارك على موقع عالم كرة القدم.نت (الإنجليزية)
- ماركو ستارك على موقع AS.com (الإسبانية)